# Броніславув (Томашовський повіт)
Броніславув (пол. Bronisławów) — село в Польщі, у гміні Уязд Томашовського повіту Лодзинського воєводства.
Населення — 88 осіб (2011).
У 1975-1998 роках село належало до Пйотрковського воєводства.

## Демографія
Демографічна структура станом на 31 березня 2011 року:
|          | Загалом | Допрацездатний вік | Працездатний вік | Постпрацездатний вік |
| -------- | ------- | ------------------ | ---------------- | -------------------- |
| Чоловіки | 44      | 10                 | 30               | 4                    |
| Жінки    | 44      | 8                  | 29               | 7                    |
| Разом    | 88      | 18                 | 59               | 11                   |